# Laura Lepistö
Laura Anneli Lepistö (* 25. April 1988 in Espoo) ist eine ehemalige finnische Eiskunstläuferin und erste finnische Eiskunstlaufeuropameisterin im Einzellauf der Damen der Geschichte.
Lepistö ist die finnische Meisterin des Jahres 2008 und Europameisterin 2009. Bereits bei den Europameisterschaften des Vorjahres hatte sie den dritten Rang belegt. Bei der Europameisterschaft 2010 errang sie die Silbermedaille. Bei den nachfolgenden Olympischen Spielen in Vancouver belegte sie als beste Europäerin Platz 6. Sie wird trainiert von Virpi Horttana. Bereits im Alter von drei Jahren begann sie mit dem Eislaufen.
Am 25. März 2012 gab sie ihren Rückzug vom Wettkampfsport bekannt, nachdem sie zuvor verletzungsbedingt zwei Saisons nicht an Wettkämpfen teilnehmen konnte.

## Ergebnisse
| Wettbewerb / Saison         | 2004/05 | 2005/06 | 2006/07 | 2007/08 | 2008/09 | 2009/10 |
| --------------------------- | ------- | ------- | ------- | ------- | ------- | ------- |
| Olympische Winterspiele     |         |         |         |         |         | 6.      |
| Weltmeisterschaften         |         |         |         | 8.      | 6.      | 3.      |
| Europameisterschaften       |         |         |         | 3.      | 1.      | 2.      |
| Juniorenweltmeisterschaften |         | 9.      | 7.      |         |         |         |
| Finnische Meisterschaften   | 1. J    | 4.      | 2.      | 1.      | 2.      | 1.      |
| Skate Canada                |         |         |         | 7.      |         | 3.      |
| Cup of China                |         |         |         |         | 3.      |         |
| NHK Trophy                  |         |         |         | 5.      | 5.      | 5.      |
| Nebelhorn Trophy            |         |         |         | 3.      | 2.      |         |

- J = Junioren